# Poggenpohl

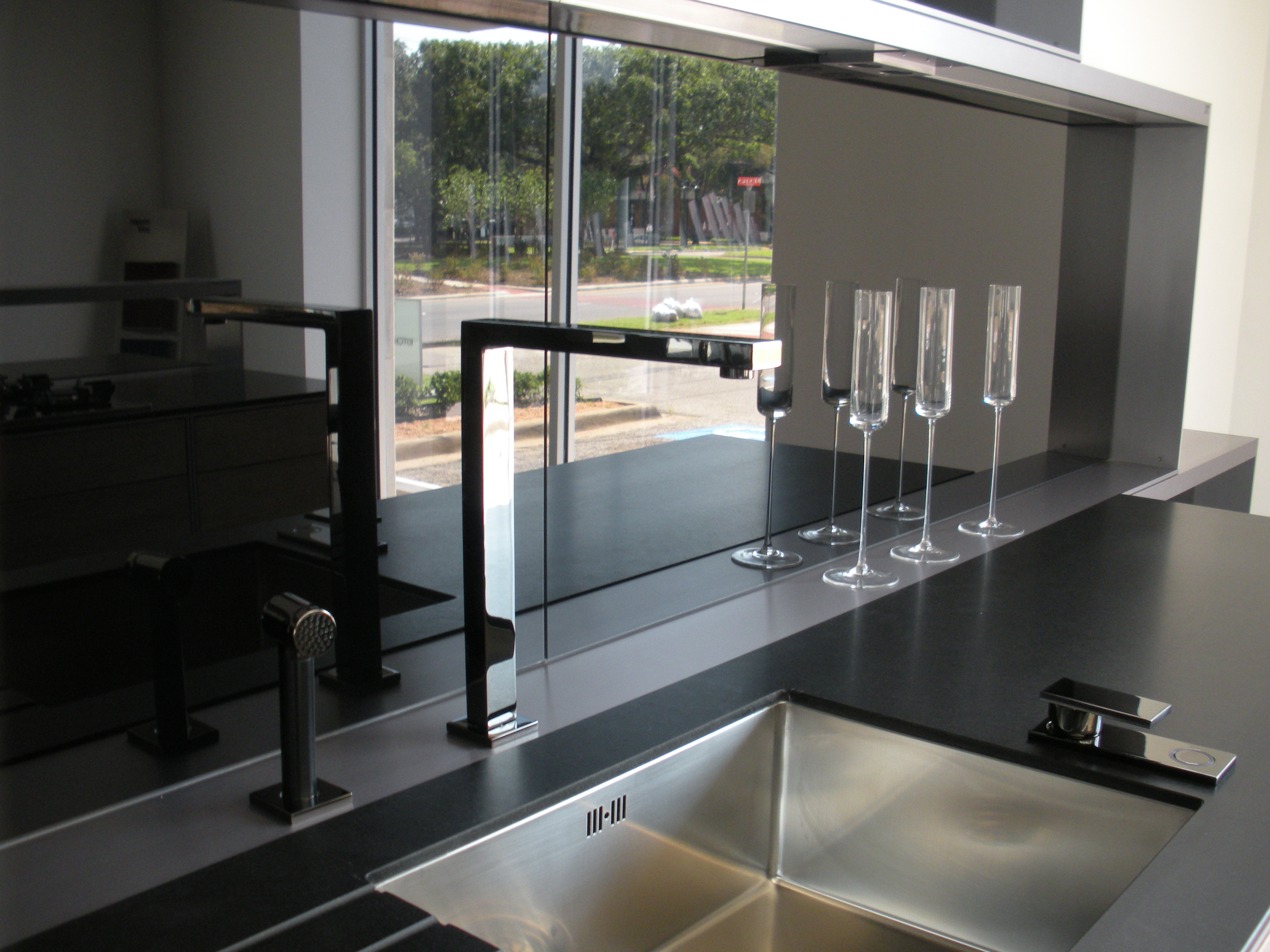
Un exemple de cuisine Poggenpohl

Poggenpohl est un fabricant et un designer de cuisines de luxe allemand. La société a été fondée en 1892 par Freidemir Poggenpohl. Son siège social se trouve à Herford, en Allemagne.